# Naskalnik wężogłowy
Naskalnik wężogłowy (Julidochromis transcriptus) – gatunek słodkowodnej ryby z rodziny pielęgnicowatych (Cichlidae). Hodowany w akwariach.

## Występowanie
Gatunek endemiczny jeziora Tanganika. Spotykany w strefie skalnego litoralu w północno-zachodniej części jeziora.

## Opis
Wydłużony, walcowaty kształt ciała z grubymi, miękkimi wargami. Ubarwienie biało-szare do żółto-brązowego. Wzdłuż ciała przebiegają trzy rzędy ciemnych plam tworzących pionowe pasy. Płetwy piersiowe żółte, a nieparzyste – ciemne, niebiesko obrzeżone. Dymorfizm płciowy słabo widoczny. Najmniejszy z naskalników, osiąga do 7 cm długości.
Zaliczany jest do grupy szczelinowców. Potrzebują skalistego wystroju akwarium, z wieloma szczelinami dającymi im schronienie. Źle znoszą zmiany wystroju zbiornika. Ryba terytorialna, wykazująca zwiększoną agresję w okresie tarła, nie toleruje innych osobników tego samego gatunku w pobliżu swojego rewiru (agresja wewnątrzgatunkowa). Gatunek monogamiczny. Opieką nad potomstwem zajmują się oboje rodzice. 

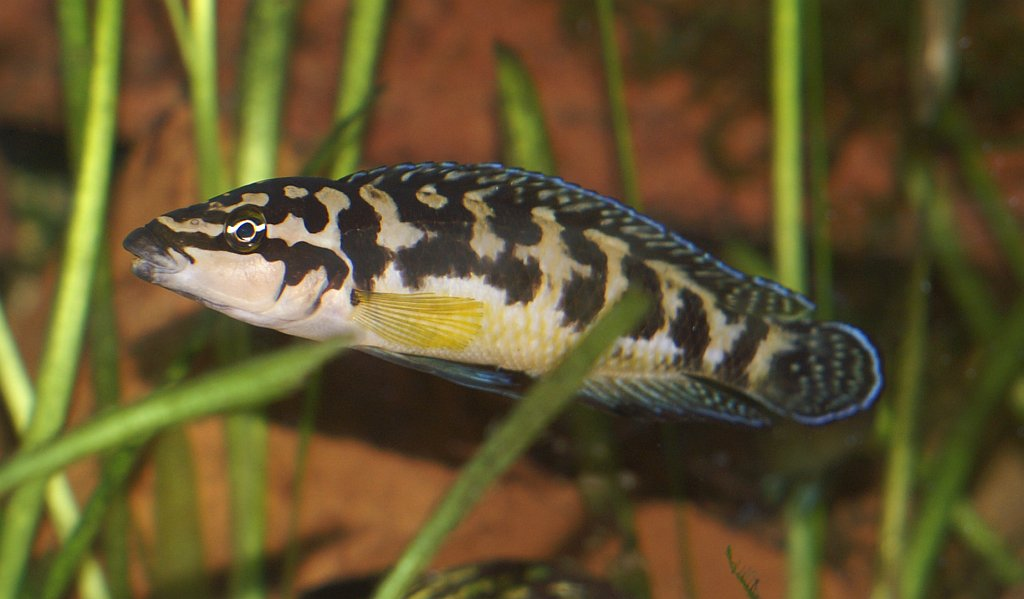
Dorosły osobnik

| Zalecane warunki w akwarium | Zalecane warunki w akwarium |
| --------------------------- | --------------------------- |
| Zbiornik                    | średni                      |
| Temperatura wody            | 24–27 °C                    |
| Twardość wody               | twarda 8–25°n               |
| Skala pH                    | 7,3–8,8                     |
| Pokarm                      | żywy, mrożony i suchy       |